# Scania anelluspinata
Scania anelluspinata là một loài bướm đêm thuộc họ Noctuidae. Nó được tìm thấy ở vùng Maule của Chile và Río Negro và El tháng 5oco in Argentina.
Sải cánh dài khoảng 23 mm. Con trưởng thành bay từ vào tháng 2.